# Johan Nybom
Johan Nybom (født 8. december 1815, død 23. maj 1889) var en svensk digter.
Nybom blev student 1835; men fortsatte ikke studierne. 1838 vandt han Svenska Akademiens anden præmie for Aminas sång, episode af Sista natten i Alhambra og samme år udgav han Byron i Grekland. 1840 udgav han et hefte Dikter, og når hertil føjes, at han 1845 vandt Akademiets anden præmie for sine
Kristliga elegier og at hans Samlade dikter udkom 1844—48 i 3 bind er dermed nævnt det vigtigste af Nyboms forfatterskab.
Hans liv var en kamp mod fattigdom, han rejste en tid rundt, deklamerede og sang sine egne digte (Minnen från en sångarfärd genom Sverige 1854), og efter 1860 bosatte han sig i Vesterås, hvor han var journalist. Han hører til den kreds, som sang skandinavismens sag; hans digte er friske, og enkelte erindres endnu: Sång på julafton, Stå stark du ljusets riddarvakt og flere. Nyboms skrifter udkom 1880 i 4. udgave.